# Segestidea marmorata
Segestidea marmorata är en insektsart som beskrevs av Bolívar, I. 1903. Segestidea marmorata ingår i släktet Segestidea och familjen vårtbitare.

## Underarter
Arten delas in i följande underarter:
- S. m. occidentalis
- S. m. marmorata